# Paraptenomela prunieri
Paraptenomela prunieri är en skalbaggsart som beskrevs av Soula 2002. Paraptenomela prunieri ingår i släktet Paraptenomela och familjen Rutelidae. Inga underarter finns listade i Catalogue of Life.